# Château de Genshagen
Le château de Genshagen se trouve dans le village de Genshagen qui appartient à la ville de Ludwigsfelde dans l'arrondissement de Teltow-Fläming (Brandebourg), au sud-ouest de Berlin.

## Histoire
Le château a été reconstruit en style éclectique vers 1880 par les descendants de la baronne Pauline von Eberstein, née Schulz. Il a été agrandi entre 1910 et 1912 et de nouveau en 1914. Le château avait été offert en 1854 comme dot à Pauline Schulz, fille du conseiller Carl Ferdinand Schulz, qui l'avait acheté ainsi que ses domaines en 1838.
Les propriétaires et héritiers du château en sont chassés le 21 avril 1945 et se réfugient dans le Schleswig-Holstein. Le château se trouvant dans la zone d'occupation soviétique, il est occupé par l'administration militaire. Ensuite la république démocratique allemande y installe une école d'agriculture.
Après la chute du mur, le château est le siège d'une maison de formation créée par Regine Hildebrandt (1941-2001), ancienne ministre socialiste du Brandebourg, puis il accueille l' institut de Berlin-Brandebourg pour la collaboration franco-allemande en Europe (BBi). Cet institut finit par occuper tout le château au milieu des années 1990 qui est totalement restauré entre 2000 et 2003. Il comprend des salles de réception et des salles de travail, ainsi qu'une bibliothèque et vingt-et-une chambres. L'institut se transforme en fondation en 2005, la fondation Genshagen.

## Aujourd'hui
La fondation organise tout au long de l'année des événements et des congrès et invite régulièrement les acteurs du triangle de Weimar. L'État du Brandebourg et le gouvernement fédéral utilisent aussi le château et son parc de 7,5 hectares pour des réceptions officielles ou des visites d'État de chefs d'État étrangers. C'est ici qu'a eu lieu une réunion de travail entre l'ancien chancelier Gerhard Schröder et l'ancien président de la République française, Jacques Chirac, en février 2004. En janvier 2006, un congrès fermé de la coalition gouvernementale d'Angela Merkel s'y est tenu.
La fondation et son institut reçoivent le soutien d'entreprises, de fondations et de personnes privées. Les noms de Mme Brigitte Sauzay (1947-2003) et de M. Rudolf von Thadden à l'initiative du projet lui sont indissociablement liés.

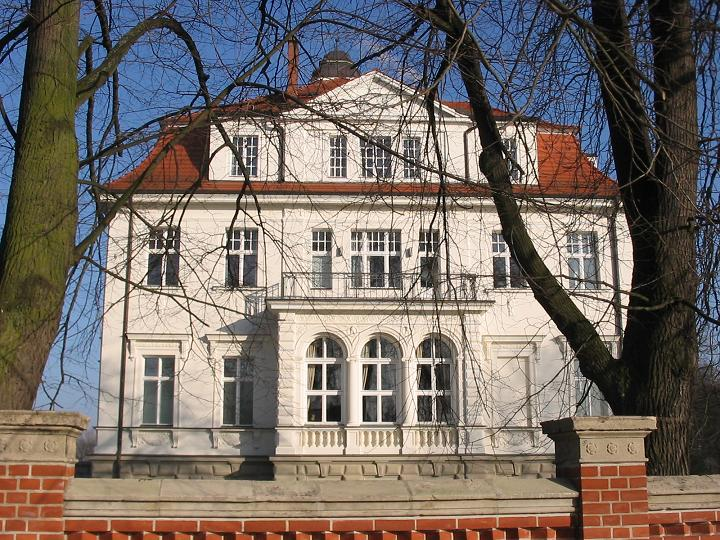
Vue de côté du château de Genshagen.
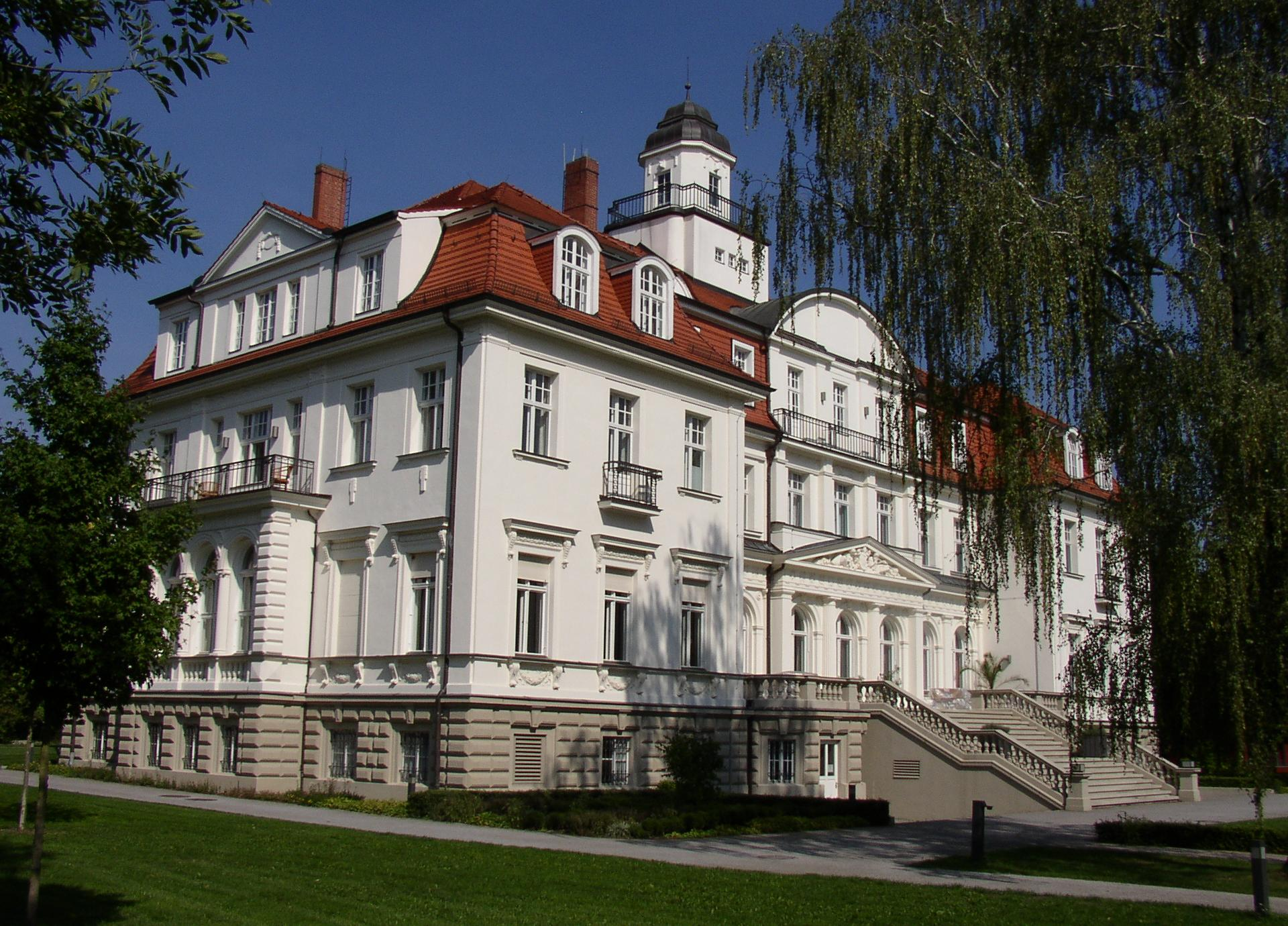
Le château de Genshagen en été.

## Source
- (de) Cet article est partiellement ou en totalité issu de l’article de Wikipédia en allemand intitulé « Schloss Genshagen » (voir la liste des auteurs).